# CETME Ameli
La Ameli (acrónimo de «Ametralladora ligera») es una ametralladora ligera desarrollada en España. Fue diseñada para el Ejército de Tierra de España por el instituto de investigación nacional Centro de Estudios Técnicos de Materiales Especiales, CETME, fundado por el Gobierno Español en 1950. 
El desarrollo del arma comenzó en 1974 bajo la supervisión de José María Jiménez-Alfaro (quien más tarde sería el director de CETME). José María Jiménez-Alfaro Gomá, (1928-2013)  fue doctor ingeniero de Armamento y Construcción, coronel del Ejército Español, profesor de la Escuela Politécnica Superior de Ejército y reconocido internacionalmente como uno de los mayores expertos mundiales en armas ligeras. Su trabajo en el diseño e investigación en CETME y su colaboración con entidades internacionales para la limitación de armas convencionales le llevó a recibir la medalla del Mérito Militar y la Cruz de San Hermenegildo. A propuesta del Ministerio de Asuntos Exteriores se le concedió la Encomienda de Isabel la Católica por su aportación en la Comisión de Derechos Humanos de Naciones Unidas. El arma desarrollada, la AMELI, fue presentada oficialmente en 1981 y en 1982 entró en servicio como MG82, y fue fabricada por la Empresa Nacional Santa Bárbara (ahora General Dynamics Santa Bárbara Sistemas) en la fábrica de La Coruña.

## Detalles de diseño
La Ameli es un arma automática cuya forma recuerda a la ametralladora alemana MG42 calibre 7,92x57 mm. Pero, mientras que la MG42 emplea el sistema de retroceso corto (donde el cañón y el cerrojo retroceden juntos una corta distancia antes de separarse), la Ameli emplea el sistema de retroceso de masas retardado con un cañón fijo y rodillos que retardan el retroceso del cerrojo. Este sistema de disparo también fue empleado en los fusiles CETME modelos A, B, C y L, así como en el fusil HK G3, el fusil HK 33 y los subfusiles HK MP5. Se alimenta mediante cintas o tambores, y se fabricaron dos versiones: el modelo de cañón largo (450 mm) y el de cañón corto (400 mm), ambas con una cadencia de 1000 disparos/minuto.

## Producción y uso

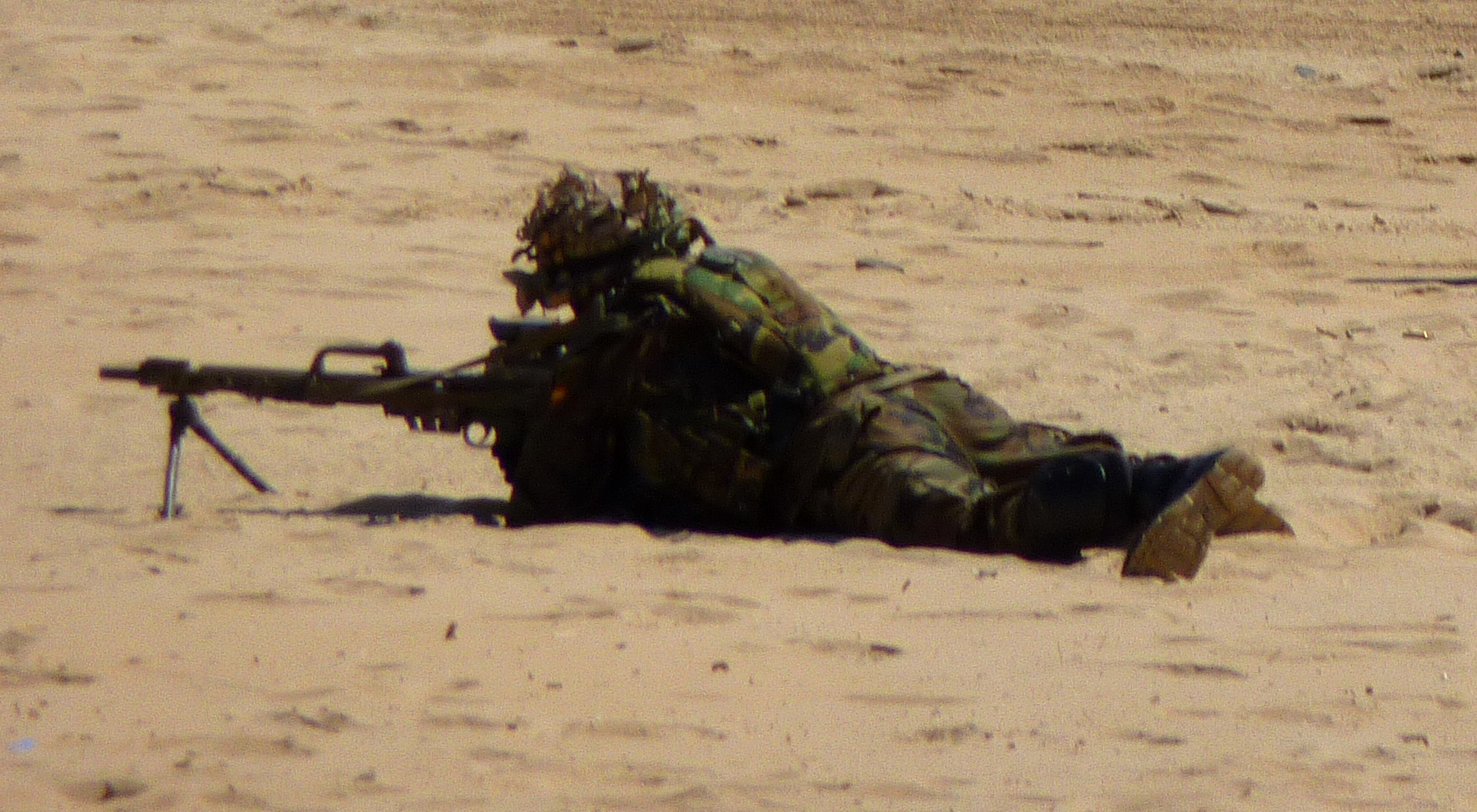
Ameli de la Infantería de Marina Española con visor británico SUSAT.

El Ejército Británico adquirió seiscientas unidades para el Special Air Service, el Special Boat Service y las tropas paracaidistas después de los buenos, si no excelentes, resultados que dieron sus prototipos, superando las prestaciones de la FN Minimi y la H&K-33E, pero terminó devolviendo los ejemplares de serie antes de que pasara el plazo de evaluación por los deficientes resultados y fallos de funcionamiento, así como por su escasa fiabilidad tras las condiciones de combate de un asalto anfibio o desembarco (barro, arena, agua, etc), fiasco achacado a la poca calidad de los materiales empleados en un intento por reducir costos (su precio era la mitad que el de la Heckler & Koch HK21 alemana). 
En España tan sólo entraron en servicio unas 300 unidades, la mayoría destinadas a la Brigada Paracaidista y unidades de élite del Ejército de Tierra y de la Guardia Civil, así como la Infantería de Marina, la cual introdujo modificaciones menores tales como añadir refuerzos y soldaduras adicionales para tratar de paliar sus problemas de funcionamiento.
En 2022, como muestra de apoyo a Ucrania en su conflicto contra Rusia, España envía supuestamente múltiples unidades de esta arma a Ucrania; esta decisión fue criticada por militares españoles por la poca calidad del arma. y desmentida  por la ministra de defensa Margarita Robles.

## Usuarios
España
- Infantería de Marina.
- Ejército del Aire (EZAPAC).
- Guardia Civil (GAR).

 México
- Ejército Mexicano.[5]
- Armada de México (Infantería de Marina).

### Desarrollos relacionados
- MG42
- Rheinmetall MG3

### Armas similares
- FN Minimi
- Stoner 63

### Listas relacionadas
- Anexo:Materiales históricos del Ejército de Tierra de España desde la posguerra
- Anexo:Materiales de la Infantería de Marina Española